# حركة فلسطين حرة
حركة فلسطين حرة هي حركة فلسطينية سورية مسلحة ومنظمة مجتمعية يقودها رجل الأعمال ياسر قشلق وتدعم الحكومة السورية. وتعارض المنظمة وجود إسرائيل، وكانت معروفة في الغالب بالنشاط السياسي والخدمات الاجتماعية لصالح الفلسطينيين في سوريا وقطاع غزة قبل عام 2012. ولكن عند اندلاع الحرب الأهلية السورية، شكلت حركة فلسطين حرة ميليشياتها الخاصة، ومنذ ذلك الحين قاتلت بشكل صريح من أجل الحكومة السورية ضد مختلف الجماعات المتمردة.

## تاريخ

### الأنشطة المبكرة
تأسست حركة فلسطين الحرة بواسطة ياسر قشلق رجل أعمال فلسطيني ولد في سوريا وله ثروة كبيرة ترأس عدة منظمات من بينها المعهد اللبناني للدراسات الدولية وبيت الاستثمار السوري-الفلسطيني ونادي رجال الأعمال الفلسطينيين ويمتلك أيضا صحيفة لبنانية صغيرة. وعلاوة على ذلك، يعرف ياسر بآرائه المعادية للسامية، بعد أن وصف مرارا اليهود «حثالة القمامة الأوروبية»، و«عصابة القتلة المجرمين»، و«قطع القذارة البشرية» التي ينبغي أن يتم ترحيلها إلى أوروبا. كما ذكر أنه «لا يوجد سبب للتعايش» بين الإسرائيليين والفلسطينيين لأن الأخير سيستعيد أراضيه و«يطارد [الإسرائيليين] إلى نهاية العالم ويحاكمهم على مذابحهم». ورغم قربها من الحكومة السورية، نفى ياسر أي صلة له بحزب الله.
عندما أصبح ياسر لأول مرة ناشطا سياسيا في مخيم اليرموك الفلسطيني في دمشق في عام 2003، فإنه قدم نفسه بالتالي لدعم الانتفاضة الثانية. ومنذ ذلك الحين، قام بتنظيم حركة فلسطين الحرة باعتبارها منظمة مجتمعية تقدم الخدمات الاجتماعية للفلسطينيين في سوريا، وحشدت الدعم للحكومة البعثية. وقال توم رولينز الخبير في المجلس الأطلسي إن المنظمة تعمل كوسيلة لتحقيق طموحات سياسية لـ [ياسر قشلق]". وشاركت حركة فلسطين الحرة في تنظيم أسطول الحرية الثاني لغزة في الفترة 2010/2011.

### الحرب الأهلية السورية
بعد أن بدأت الحرب الأهلية السورية، بدأت حركة فلسطين الحرة في التجنيد للميليشيات الموالية للحكومة وأسست جناحها شبه العسكري، وهو «قوات درع الأقصى» في عام 2012. وتعمل معظم قوات درع الأقصى في دمشق، ولا سيما بعد اتفاق غير رسمي لتقاسم السلطة بين حركة فلسطين حرة وفتح الانتفاضة، وهي ميليشيا أخرى موالية للحكومة، في عام 2016. ووفقا لهذا الاتفاق دفع ياسر قشلق لفتح الانتفاضة مبلغ كبير لتسليم أجزاء من خط المواجهة في مخيم اليرموك لحركة فلسطين الحرة. ونتيجة لذلك، يمكن لياسر وحركته أن تكسب «رأس المال السياسي القيم» كمدافعين عن اليرموك وهو أمر ذو أهمية رمزية كبيرة للمغتربين الفلسطينيين، في حين حصلت فتح الانتفاضة على أموال تشتد الحاجة إليها. ومنذ ذلك الحين، تقاتل حركة فلسطين حرة في معظم الأحيان تنظيم الدولة الإسلامية في العراق والشام في مخيم اليرموك، مثل ما حدث خلال هجوم جنوب دمشق (مارس 2018). وقد حارب مقاتلو حركة فلسطين الحرة أيضا في مناطق أخرى من دمشق، بما في ذلك في حرستا والشاغور أثناء هجوم ريف دمشق في أوائل عام 2018.
وعلى الرغم من أن نشاط حركة فلسطين الحرة يتركز في معظمه في دمشق، فإنه من المعروف أن المنظمة قد التزمت بجبهات في مناطق أخرى من سوريا أيضا. وفي حادث ملحوظ وقع في مايو 2013، أطلقت «كتائب عبد القادر الحسيني»، وهي جماعة مسلحة أخرى تابعة للحركة، قذيفتي هاون على مواقع قوات الدفاع الإسرائيلية على جبل الشيخ. ويقال إن ذلك جرى بمناسبة إحياء ذكرى النكبة. كما عملت قوات حركة فلسطين الحرة في حماة في أواخر عام 2017، وحاربت في معركة دير الزور (سبتمبر–نوفمبر 2017).

## التنظيم
ويرأس حركة فلسطين الحرة رسميا ياسر قشلق، في حين يعمل سائد عبد العال قائدا للجناح شبه العسكري للمنظمة. وقد وصفت القوات المسلحة لحركة فلسطين الحرة بأنها «ميليشيا ضعيفة» وتضم قوات درع الأقصى وكذلك كتائب عبد القدير الحسيني. ويبدو أن حركة فلسطين الحرة، شأنها شأن الميليشيات الموالية للحكومة في سوريا، تجتذب مجندين جدد برواتب شهرية عالية نسبيا، لأن العديد من الشبان الفلسطينيين السوريين في ظروف اقتصادية متردية بسبب الحرب الأهلية والبطالة الجماعية.